# Wereldkampioenschappen veldrijden 1980
De wereldkampioenschappen veldrijden 1980 werden gehouden op 26 en 27 januari 1980 in Wetzikon, Zwitserland.

## Uitslagen

### Mannen, elite
| Plaats | Renner             | Land                     | Tijd    |
| ------ | ------------------ | ------------------------ | ------- |
|        | Roland Liboton     | België                   | 1:07.17 |
| Zilver | Klaus-Peter Thaler | Bondsrepubliek Duitsland | + 0.19  |
| Brons  | Hennie Stamsnijder | Nederland                | z.t.    |
| 4.     | Albert Zweifel     | Zwitserland              | + 0.22  |
| 5.     | Peter Frischknecht | Zwitserland              | + 1.25  |
| 6.     | Erwin Lienhard     | Zwitserland              | + 2.20  |
| 7.     | André Geirland     | België                   | + 3.04  |
| 8.     | Robert Vermeire    | België                   | + 3.43  |
| 9.     | Alex Gérardin      | Frankrijk                | + 4.15  |
| 10.    | Gilles Blaser      | Zwitserland              | + 4.36  |

### Jongens, junioren
| Plaats | Renner            | Land                           | Tijd   |
| ------ | ----------------- | ------------------------------ | ------ |
|        | Radomír Šimůnek   | Tsjecho-Slowakije              | 42.48  |
| Zilver | Jokin Mújika      | Spanje                         | + 0.06 |
| Brons  | Bernard Woodtli   | Zwitserland                    | + 0.16 |
| 4.     | Rigobert Matt     | Duitse Democratische Republiek | + 0.18 |
| 5.     | Hansjörg Winkler  | Zwitserland                    | z.t.   |
| 6.     | Eric Vanderaerden | België                         | + 0.32 |
| 7.     | Heinz Matschke    | Bondsrepubliek Duitsland       | + 0.46 |
| 8.     | Tadeusz Krześlak  | Polen                          | + 0.53 |
| 9.     | Rudi Flierl       | Bondsrepubliek Duitsland       | + 1.08 |
| 10.    | Ernst Weidmann    | Zwitserland                    | + 1.34 |

### Mannen, amateurs
| Plaats | Renner               | Land                     | Tijd    |
| ------ | -------------------- | ------------------------ | ------- |
|        | Fritz Saladin        | Zwitserland              | 1.00:09 |
| Zilver | Andrzej Mąkowski     | Polen                    | + 0.21  |
| Brons  | Grzegorz Jaroszewski | Polen                    | 0.27    |
| 4.     | Carlo Lafranchi      | Zwitserland              | + 0.32  |
| 5.     | Dieter Uebing        | Bondsrepubliek Duitsland | + 0.39  |
| 6.     | Franco Vagneur       | Italië                   | + 1.32  |
| 7.     | Ueli Müller          | Zwitserland              | + 1.41  |
| 8.     | Ivan Messelis        | België                   | + 1.56  |
| 9.     | Vito Di Tano         | Italië                   | + 2.06  |
| 10.    | Paul De Brauwer      | België                   | + 2.21  |

## Medaillespiegel
| Plaats | Land                     | Goud | Zilver | Brons | Totaal |
| 1      | Zwitserland              | 1    | 0      | 1     | 2      |
| 2      | België                   | 1    | 0      | 0     | 1      |
| 3      | Tsjecho-Slowakije        | 1    | 0      | 0     | 1      |
| 4      | Polen                    | 0    | 1      | 1     | 2      |
| 5      | Bondsrepubliek Duitsland | 0    | 1      | 0     | 1      |
| 5      | Spanje                   | 0    | 1      | 0     | 1      |
| 7      | Nederland                | 0    | 0      | 1     | 1      |
| Totaal | Totaal                   | 3    | 3      | 3     | 9      |

1950 · 
1951 · 
1952 · 
1953 · 
1954 · 
1955 · 
1956 · 
1957 · 
1958 · 
1959 · 
1960 · 
1961 · 
1962 · 
1963 · 
1964 · 
1965 · 
1966 · 
1967 · 
1968 · 
1969 · 
1970 · 
1971 · 
1972 · 
1973 · 
1974 · 
1975 · 
1976 · 
1977 · 
1978 · 
1979 · 
1980 · 
1981 · 
1982 · 
1983 · 
1984 · 
1985 · 
1986 · 
1987 · 
1988 · 
1989 · 
1990 · 
1991 · 
1992 · 
1993 · 
1994 · 
1995 · 
1996 · 
1997 · 
1998 · 
1999 · 
2000 · 
2001 · 
2002 · 
2003 · 
2004 · 
2005 · 
2006 · 
2007 · 
2008 · 
2009 · 
2010 · 
2011 · 
2012 · 
2013 · 
2014 · 
2015 · 
2016 · 
2017 · 
2018 · 
2019 ·
2020 ·
2021 ·
2022 ·
2023 ·
2024 ·
2025

Categorieën

Mannen elite · 
vrouwen elite · 
mannen beloften · 
vrouwen beloften · 
jongens junioren · 
meisjes junioren · 
gemengde estafette

Voormalig:
mannen amateurs